# Open 13 2017
Open 13 2017 — тенісний турнір, що проходив на кортах з твердим покриттям у місті Марсель, Франція з 20 лютого. Належав до категорії ATP World Tour 250.

## Фінальна частина

### Одиночний розряд
Жо-Вілфрід Тсонга —  Люка Пуй 6–4, 6–4

### Парний розряд
Жульєн Беннето /  Ніколя Маю —  Робін Гаасе /  Домінік Інглот 6–4, 6–7(9–11), [10–5]